# Écriture d'invention
L'écriture d'invention était, avant la réforme du baccalauréat général et technologique, avec le commentaire littéraire et la dissertation, un sujet de l’épreuve anticipée de français, à l’écrit. 

## Principe
Cette épreuve « contribue (...) à tester l’aptitude du candidat à lire et comprendre un texte, à en saisir les enjeux, à percevoir les caractères singuliers de son écriture. Elle permet au candidat de mettre en œuvre d’autres formes d’écriture que celle de la dissertation ou du commentaire. »
Instituée depuis les programmes de 2000, l'écriture d'invention correspondait à l'ancienne pratique de l'« écriture littéraire ».
Il s'agissait pour le candidat de rédiger un texte littéraire suivant certaines contraintes imposées par le sujet (genre littéraire, registre, cadre narratif et thématique, etc). On peut considérer qu'à côté des trois textes qui composent le corpus d'un sujet de bac, le but de cet exercice était d'écrire un quatrième texte, en cohérence avec les autres. 
Ce sujet était souvent considéré par les candidats, bien à tort, comme le plus simple car il est celui qui semble le moins cadré et ferait plus appel à l'imagination qu'à la connaissance du cours ; cependant les résultats prouvaient que cet exercice, en réalité très technique et exigeant une excellente maîtrise de la théorie littéraire, était peut-être le plus risqué. 